# Fluvicola pica
Fluvicola pica е вид птица от семейство Tyrannidae.

## Разпространение
Видът е разпространен в Бразилия, Венецуела, Гвиана, Еквадор, Колумбия, Панама, Суринам, Тринидад и Тобаго и Френска Гвиана.